# Антоніо Аріас (арбітр)
Антоніо Хав'єр Аріас Альваренга (ісп. Antonio Javier Arias Alvarenga; нар. 7 вересня 1972, Пуерто-Касадо, Парагвай) — парагвайський футбольний арбітр. Арбітр ФІФА з 2005.

## Кар'єра
Антоніо суддя Асоціації футболу Парагваю з 1999, з 2003 обслуговує матчі парагвайської Прімери.
Обслуговував матчі молодіжного чемпіонату світу 2011 року.
| Дата       | Раунд             | Матч               | Рахунок | Глядачі |
| ---------- | ----------------- | ------------------ | ------- | ------- |
| 29.07.2011 | Група Е           | Австрія–Панама     | 0 : 0   | 13 200  |
| 2.08.2011  | Група В           | Португалія–Камерун | 1 : 0   | 28 889  |
| 5.08.2011  | Група А           | Франція–Малі       | 2 : 0   | 31 328  |
| 10.08.2011 | 1/8 фіналу        | Нігерія–Англія     | 1 : 0   | 18 187  |
| 20.08.2011 | Матч за 3-є місце | Мексика–Франція    | 3 : 1   | 36 085  |

Обслуговував матчі національних збірних у відборі до чемпіонату світу 2014, а також матчі до чемпіонату світу 2018.
| Дата              | Раунд  | Матч                 | Рахунок | Глядачі |
| ----------------- | ------ | -------------------- | ------- | ------- |
| 2 червня 2012     | 5 тур  | Уругвай – Венесуела  | 1 : 1   | 57 000  |
| 16 жовтня 2012    | 10 тур | Чилі – Аргентина     | 1 : 2   | 45 000  |
| 8 жовтня 2015     | 1 тур  | Колумбія – Перу      | 2 : 0   | 45 530  |
| 13 листопада 2015 | 3 тур  | Аргентина – Бразилія | 1 : 1   | 46 000  |